# 白山島
白山島（はくさんじま）は、山形県鶴岡市の沖合にある島である。

## 概要
由良海岸の北西方沖約100メートルの日本海上にある無人島で、約3000万年前に玄武岩が噴出して形成された。別名は御島（おしま）。
幅約135m、周囲の長さ約836m、標高は72m。由良海岸の砂浜から島まで長さ約170mのコンクリート人道橋が掛けられており、徒歩で島に渡ることができる。その景観から「東北の江ノ島」とも呼ばれる。
島の頂上には白山神社があり、毎年4月15日には白山神社例祭が行われる。島内にある由良海洋釣堀では4月から10月まで釣りを楽しめる。島の漁港からは7月から8月まで観光遊覧船のグラスボート陽星丸が発着する。

## 所在地
- 郵便番号：999-7464
- 所在住所：山形県鶴岡市由良2丁目

## 交通
- 羽越本線三瀬駅からタクシーで約5分

## ギャラリー
- 白山島橋（島側から撮影）
- 白山神社二の鳥居
- 白山神社の本殿
- 白山島橋から見た由良海洋つり堀

## 外部・引用リンク先
- 白山島 - 鶴岡市観光連盟